# Laevidentalium ensiforme
Laevidentalium ensiforme is een Scaphopodasoort uit de familie van de Laevidentaliidae. De wetenschappelijke naam van de soort is voor het eerst geldig gepubliceerd in 1842 door Chenu.